# Samachwaławiczy
Samachwaławiczy (biał. Самахвалавічы, ros. Самохваловичи, Samochwałowiczi) – wieś na Białorusi, w obwodzie mińskim, w rejonie mińskim, w sielsowiecie Samochwałowicze. W 2009 roku liczyła 177 mieszkańców.